# Shenavan
Shenavan es una localidad del raión de Aparan, en la provincia de Aragatsotn, Armenia, con una población censada en octubre de 2011 de 1638 habitantes. 
Se encuentra ubicada al este de la provincia, cerca del río Kasagh —afluente del río Aras— y de la frontera con la provincia de Kotayk'.